# Terrace House

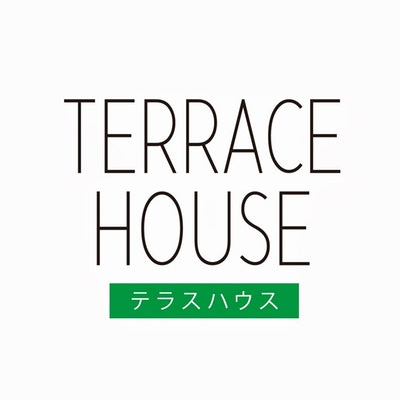

Terrace House (テラスハウス) è un franchise di reality show in Giappone. La prima serie dello show, sottotitolata Boys × Girls Next Door, è stata trasmessa su Cool TV di Fuji Television dal 12 ottobre 2012 al 29 settembre 2014 per otto stagioni, dopo le quali uscì un film indipendente come continuazione / conclusione della serie. A partire dal 2 settembre 2015, una nuova stagione intitolata Boys & Girls in the City è stata trasmessa in anteprima su Netflix come serie Netflix Original. Il nuovo show è una coproduzione di Netflix e Fuji, anch'essa trasmessa dalla Fuji Television in Giappone.
Le prime otto stagioni dello show si sono svolte in una casa stile moderno con una terrazza situata nella zona di Shōnan. Netflix ha cambiato la posizione della casa, restando però simile allo stile adottato precedentemente, in una zona nascosta nel centro di Tokyo. Dopo la stagione di Tokyo, lo show si è trasferito alle Hawaii, intitolato Aloha State.

## Serie
- Boys × Girls Next Door (2012–2014)
- Boys & Girls in the City (2015–2016)
- Aloha State (2016–2017)
- Opening New Doors (2017–2019)
- Tokyo 2019–2020 (2019–2020)

## Commentatori in studio
Attualmente i commentatori in studio sono i seguenti:
- You
- Reina Triendl
- Yoshimi Tokui
- Azusa Babazono
- Ryota Yamasato
- Kentaro